# 니시키타미역
니시키타미역(일본어: 西北見駅)은 일본 홋카이도 기타미시에 위치한 홋카이도 여객철도 세키호쿠 본선의 철도역이다. 역 번호는 A59이며, 단선 승강장 1면 1선의 구조를 갖춘 지상역이다.

## 역 주변
- 기타미 와카바 TV 중계국

## 역사
- 1986년 11월 1일 : 일본국유철도의 니시키타미 임시 승강장으로서 개업. 여객 취급만.
- 1987년 4월 1일 : 일본국유철도 분할 민영화에 의해, 홋카이도 여객철도가 승계. 동시에 역으로 승격.

## 인접 역
| 세키호쿠 본선                          | 세키호쿠 본선   | 세키호쿠 본선            |
| -------------------------------------- | --------------- | ------------------------ |
| A58 히가시아이노나이 신아사히카와 방면 | ■ 세키호쿠 본선 | 기타미 A60 아바시리 방면 |